# Estação Oriente (Metropolitano de Lisboa)
Oriente é uma estação do Metropolitano de Lisboa. Situa-se no concelho de Lisboa, em Portugal, entre as estações Cabo Ruivo e Moscavide da Linha Vermelha. Foi inaugurada a 19 de maio de 1998 em conjunto com as estações Alameda, Olaias, Bela Vista e Chelas, no âmbito da construção da Linha Vermelha, com vista ao alargamento da rede à zona da EXPO'98.

## Descrição
Esta estação faz parte da Gare do Oriente, que serve as Linhas do Norte, Sintra e Azambuja. A estação possibilita ainda o acesso ao Parque das Nações, ao Centro Comercial Vasco da Gama, ao Pavilhão Atlântico, ao Oceanário de Lisboa, ao Pavilhão do Conhecimento, ao Teatro Camões e ao Casino Lisboa. O projeto arquitetónico é da autoria do arquiteto Sanchez Jorge e as intervenções plásticas do artistas plásticos Antonio Seguí, Arthur Boyd, Erró, Hundertwasser, Yayoi Kusama, Joaquim Rodrigo, Abdoulaye Konaté, Sean Scully, Raza, Zao Wou-Ki e Magdalena Abakanowicz. À semelhança das mais recentes estações do Metropolitano de Lisboa, está equipada para poder servir passageiros com deficiências motoras, contando com vários elevadores e escadas rolantes que facilitam o acesso às plataformas.

## Acessos
Esta estação conta com dois acessos pedonais e dois elevadores entre o átrio e a superfície:
- Acesso 1 - está localizado no interior do edifício da Gare do Oriente. Está direcionado para poente e conta com duas escadas mecânicas assim como escadas pedonais.
- Acesso 2 - está localizado no interior do edifício da Gare do Oriente. Está direcionado para nascente e conta com duas escadas mecânicas assim como escadas pedonais.
- Elevador 1 - está localizado no interior do edifício da Gare do Oriente, direcionado para nascente.
- Elevador 2 - está localizado no interior do edifício da Gare do Oriente, direcionado para poente.